# Browary (obwód tarnopolski)
Browary (ukr. Броварі, Browari) – wieś na Ukrainie, w obwodzie tarnopolskim, w rejonie czortkowskim. W 2001 liczyła 362 mieszkańców. Obok wsi przebiega droga terytorialna T2016.

## Historia
W 1738 podmurowano most na Browarach. W 1742, we wsi była cerkiew.
Według Hipolita Stupnickiego, we wsi Browary, przez pewien czas wchodzącej w skład obwodu czortkowskiego w Królestwie Galicji i Lodomerii, w połowie XIX wieku istniały ruiny starożytnego grodu.
Baron Edward Błażowski (1844–1883), poseł na Sejm Krajowy Galicji V kadencji, był właścicielem majątku we wsi.
W 1905 właścicielami dóbr tabularnych Browary byli baronowie Maria i Edward Błażowscy.
Po zakończeniu I wojny światowej, od listopada 1918 do lata 1919 Browary znajdowały się w Zachodnioukraińskiej Republice Ludowej.
W II Rzeczypospolitej miejscowość stanowiła początkowo samodzielną gminę jednostkową. 1 sierpnia 1934 w ramach reformy na podstawie ustawy scaleniowej została włączona do zbiorowej gminy wiejskiej Jazłowiec II w powiecie buczackim, w województwie tarnopolskim. W 1939 r. wieś liczyła k. 1000 mieszkańców, w tym 30% Polaków.
W 1944 r. nacjonaliści ukraińscy z OUN - UPA zabili w wiosce jednego z Polaków. Reszta polskich mieszkańców schroniła się Buczaczu i Jazłowcu. Ich upuszczone gospodarstwa nie zostały spalone. Zajęli je Ukraińcy przesiedleni z Polski.
Wieś wchodzi w skład rady wiejskiej z siedzibą w Jazłowcu.

## Ludzie
- Antoni Stolf – polski nauczyciel, w 1931 kierownik 2-klasowej szkoły powszechnej we wsi[8]
- Seweryn Pawłowski – nauczyciel, przeniesiony do szkoły powszechnej we wsi w 1931[9]